# Gnypeta manitobae
Gnypeta manitobae es una especie de escarabajo del género Gnypeta, tribu Oxypodini, familia Staphylinidae. Fue descrita científicamente por Casey en 1906.
Se distribuye por América del Norte: Canadá. Es un escarabajo de alas cortas, color marrón oscuro y la longitud del cuerpo es de aproximadamente 2,6 milímetros.